# Prionomma bigibbosum
Prionomma bigibbosum är en skalbaggsart som först beskrevs av White 1853. Prionomma bigibbosum ingår i släktet Prionomma och familjen långhorningar.
Artens utbredningsområde är:
- Bangladesh.
- Laos.
- Myanmar.

Inga underarter finns listade i Catalogue of Life.